# Darreh Posht
Darreh Posht (persiska: دره پشت) är en ort i Iran.   Den ligger i provinsen Gilan, i den nordvästra delen av landet, 220 km nordväst om huvudstaden Teheran. Darreh Posht ligger 34 meter över havet och antalet invånare är 632.
Terrängen runt Darreh Posht är platt åt nordost, men åt sydväst är den kuperad. Runt Darreh Posht är det ganska tätbefolkat, med 129 invånare per kvadratkilometer. Närmaste större samhälle är Rasht, 15,8 km norr om Darreh Posht. I omgivningarna runt Darreh Posht växer i huvudsak blandskog.